# Le Pont Boieldieu à Rouen, temps mouillé
Le Pont Boieldieu à Rouen, temps mouillé est un tableau peint par Camille Pissarro en 1896. Il mesure 73,7 cm de haut sur 91,4 cm de large. Il est conservé au Musée des beaux-arts de l'Ontario à Toronto.
La toile représente l'ancien pont Boïeldieu, à Rouen, détruit en 1940.